# أليخاندرا بيتانكور
أليخاندرا بيتانكور (بالإسبانية: Alejandra Betancur) هي لاعبة كرة قدم أمريكية كولومبية، ولدت في 13 يونيو 1987.

## وصلات خارجية
- أليخاندرا بيتانكور على موقع اللجنة الأولمبية الدولية (الإنجليزية)
- أليخاندرا بيتانكور على موقع أوليمبيديا (الإنجليزية)